# Pomnik Carla Loewego w Szczecinie

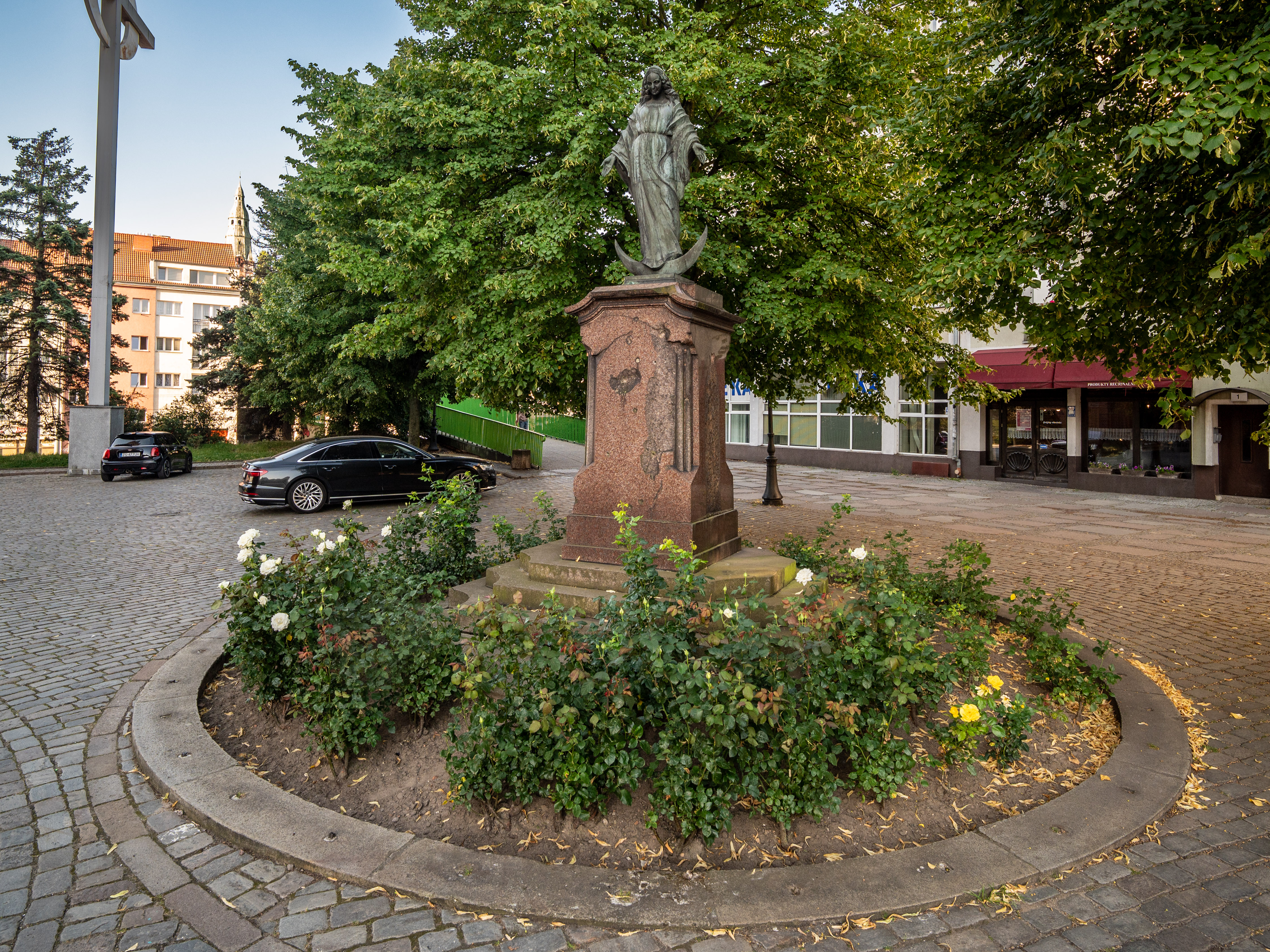
Zachowany cokół z figurą Matki Boskiej

Pomnik Carla Loewego – pomnik niemieckiego kompozytora i organisty Carla Loewego (1796–1869), który znajdował się w Szczecinie przed kościołem św. Jakuba. Odsłonięty w 1897 roku, zburzony podczas II wojny światowej.

## Projekt
Odlana z brązu statua kompozytora ustawiona była na wykonanym z czerwonego granitu postumencie z napisem Loewe. Postument stał na kilkustopniowej podstawie, ozdobionej brązowymi figurami przedstawiającymi muzykujące putta. Całość znajdowała się za kutym ogrodzeniem z motywem liry.

## Historia
Pomnik według projektu berlińskiego artysty Hansa Weddo von Glümera, został odsłonięty 30 listopada 1897 przed szczecińską farą pw. św. Jakuba, gdzie Loewe przez wiele lat był organistą. Pomnik nie przetrwał II wojny światowej, przypuszczalnie w 1942 roku przetopiono go na cele wojenne. Zachował się z niego jedynie granitowy postument, na którym w 1991 roku ustawiono figurę Matki Boskiej.